# Idrottsföreningen Kamraterna, Helsingfors 2016 (calcio)

## Stagione
Nella stagione 2016 l'HIFK ha disputato la Veikkausliiga, massima serie del campionato finlandese di calcio, terminando il torneo al decimo posto con 34 punti conquistati in 33 giornate, frutto di 8 vittorie, 10 pareggi e 15 sconfitte. In Liigacup è stato eliminato al termine della fase a gironi, avendo concluso al sesto posto il suo girone. In Suomen Cup è sceso in campo a partire dal quarto turno, venendo poi eliminato al quinto turno dal PK-35 Vantaa dopo i tempi supplementari.

## Organico

### Rosa
| N. |                      | Ruolo | Calciatore           |
| -- | -------------------- | ----- | -------------------- |
| 1  | Finlandia (bandiera) | P     | Tomi Maanoja         |
| 2  | Finlandia (bandiera) | D     | Tuomas Aho           |
| 3  | Finlandia (bandiera) | D     | Pauli Kuusijärvi     |
| 4  | Finlandia (bandiera) | D     | Tommi Vesala         |
| 5  | Finlandia (bandiera) | D     | Jukka Sinisalo       |
| 6  | Kosovo (bandiera)    | C     | Xhevdet Gela         |
| 7  | Finlandia (bandiera) | C     | Daniel Rantanen      |
| 8  | Finlandia (bandiera) | C     | Jukka Halme          |
| 9  | Finlandia (bandiera) | A     | Pekka Sihvola        |
| 10 | Finlandia (bandiera) | A     | Juho Mäkelä          |
| 11 | Finlandia (bandiera) | C     | Eero Peltonen        |
| 12 | Finlandia (bandiera) | D     | Otto-Pekka Jurvainen |
| 13 | Finlandia (bandiera) | C     | Esa Terävä           |
| 14 | Finlandia (bandiera) | C     | Emil Conti           |

| N. |                      | Ruolo | Calciatore         |
| -- | -------------------- | ----- | ------------------ |
| 15 | Finlandia (bandiera) | D     | Juho Pirttijoki    |
| 17 | Finlandia (bandiera) | D     | Jani Bäckman       |
| 16 | Finlandia (bandiera) | A     | Tuomas Mustonen    |
| 18 | Finlandia (bandiera) | D     | Matias Hänninen    |
| 19 | Finlandia (bandiera) | C     | Aleksi Ristola     |
| 21 | Finlandia (bandiera) | C     | Ville Taulo        |
| 22 | Finlandia (bandiera) | C     | Fredrik Lassas     |
| 23 | Finlandia (bandiera) | C     | Mika Väyrynen      |
| 25 | Finlandia (bandiera) | P     | Jere Piirainen     |
| 26 | Finlandia (bandiera) | A     | Ville Salmikivi    |
| 27 | Finlandia (bandiera) | D     | Nnaemeka Anyamele  |
| 31 | Finlandia (bandiera) | C     | Joni Korhonen      |
| 71 | Finlandia (bandiera) | P     | Carljohan Eriksson |

## Statistiche

### Statistiche di squadra
| Competizione  | Punti | In casa | In casa | In casa | In casa | In casa | In casa | In trasferta | In trasferta | In trasferta | In trasferta | In trasferta | In trasferta | Totale | Totale | Totale | Totale | Totale | Totale | DR |
| Competizione  | Punti | G       | V       | N       | P       | Gf      | Gs      | G            | V            | N            | P            | Gf           | Gs           | G      | V      | N      | P      | Gf     | Gs     | DR |
| ------------- | ----- | ------- | ------- | ------- | ------- | ------- | ------- | ------------ | ------------ | ------------ | ------------ | ------------ | ------------ | ------ | ------ | ------ | ------ | ------ | ------ | -- |
| Veikkausliiga | 34    | 16      | 4       | 5       | 7       | 17      | 19      | 17           | 4            | 5            | 8            | 18           | 20           | 33     | 8      | 10     | 15     | 35     | 39     | -4 |
| Liigacup      | -     | 2       | 1       | 0       | 1       | 1       | 3       | 3            | 0            | 1            | 2            | 4            | 6            | 5      | 1      | 1      | 3      | 5      | 9      | -4 |
| Suomen Cup    | -     | 0       | 0       | 0       | 0       | 0       | 0       | 2            | 1            | 0            | 1            | 7            | 2            | 2      | 1      | 0      | 1      | 7      | 2      | +5 |
| Totale        | -     | 18      | 5       | 5       | 8       | 18      | 22      | 22           | 5            | 6            | 11           | 29           | 28           | 40     | 10     | 11     | 19     | 47     | 50     | -3 |